# Вісімо-Уткинськ
Вісі́мо-У́ткинськ (рос. Висимо-Уткинск) — селище у складі Нижньотагільського міського округу Свердловської області.
Населення — 606 осіб (2010, 857 2002).
До 12 жовтня 2004 року селище мало статус селища міського типу.